# ヤブキリ
ヤブキリ（藪螽蟖、薮螽蟖、Tettigonia orientalis）は、バッタ目キリギリス科の昆虫。薮に棲むキリギリスの意味。主に日本の本州（中西部の平地）、四国、九州に分布する。

## 形態
体長（頭部より羽の先まで）45 - 55mm前後。体色は緑が普通。まれに全身が黒褐色になるものもいる。羽は腹端より僅かに出る。頭頂から羽の先まで背面を貫くように褐色の筋がある。
一見キリギリスに似るが、羽をのぞいた体長はより小さめ、後肢も短めで、樹上生活に適応したコンパクトな体型である。反面顎や脚の棘はキリギリスより長く、より捕食に特化している。趺節も発達している。また夜の活動がメインとなるため触角もやや長い。羽は腹部より短くなることはなく、また特に目だった模様もない。またウマオイとも混同されるが本種は雌雄で羽の形が極端に異ならず、体の大きさの違いで一目瞭然である。鳴き声も全くもって違っており、メスの産卵管は長めで、腹部と胸部を足したぐらいの長さ。キリギリスと異なりまっすぐに伸びる。

## 分布
沖縄・南西諸島を除くほぼ日本全国に分布。北海道の札幌周辺の道央部へは人為的に導入されたとも、園芸植物にしがみついてもしくはその用土に卵が混入して入り込んだともいわれるが、黒松内町以南の渡島半島全域には、古くから生息していたとされる。

## 生態

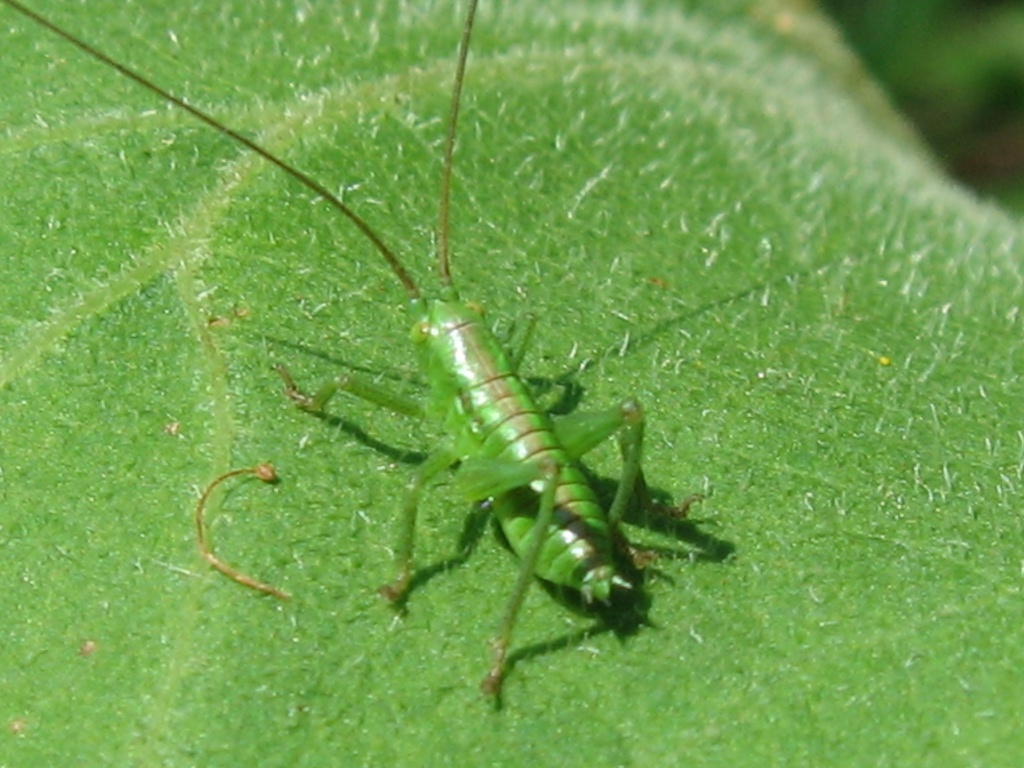
雄〔♂〕 の幼虫。幼虫は背中の褐色の線が一本であることでキリギリスと区別できる

主に樹上で生活するが、薮や草原でも見られる。植物が茂った場所であればどこでも見かけると言っても過言ではないほど生息している。ただし地面が常にぬかるんでいる場所や乾燥が激しいところでは見られないか、個体数は著しく減る。
若齢幼虫はキリギリスやヒメギスなどと混生し、タンポポなどの花の上によく見られ、主に花粉や花弁を食べている。しかし成長とともに樹上や薮など草丈の高い方へ移り住むようになる。脱皮回数は通常6回。回数を重ねるごとに肉食性が強くなる。体のつくりもだんだん肉食に適するようになる。大顎が徐々に伸び、脚の棘も長くなってゆく。若齢幼虫は丸みを帯びた顔なのに対し、終齢になる頃には顔の半分近くを大顎が占めるようになる。
キリギリスの幼虫は背面に二本の線を有するが、本種の幼虫は背面中央及び複眼の後ろから濃い褐色の線が延びて前胸まで続いている。複眼の後ろの線は成長とともに薄れていき、亜終齢幼虫で消えてしまう。
食性はきわめて幅広く、様々な昆虫・小動物から種々の葉・果実、蕾や新芽などを食べる。メスや終齢幼虫は特に貪欲で、自分と同じかあるいはそれ以上の体長の相手にも飛びかかって食べてしまうことがある。飼育下でもありとあらゆる物を食べ、本種の食に対する適性の広さがうかがえる。しかし塩分の濃い物や、あまりにも偏った餌の与え方はさけるべきである。
昼と夜では鳴き方を少し変え、夜の鳴き声は20-30秒ほどで、「シリリリリ…」というように聞こえる。昼はキリギリスの声に似た感じになり、「ギー…」と言うように聞こえる。しかし「チョン」という合いの手を入れることはない。またキリギリスほど頻繁には鳴かず、やはり夜の方が鳴き方が盛んである。交尾も主に夜間行われ、メスははじめオスの腹部、尾端近くにある誘惑線を舐めるようにしているが、オスを受け入れると尾端のみでつながって、ぶら下がったような格好となる。メスの尾端に精球が受け渡されると交尾は終了する。メスはやがてそれを食べて卵を発育させる栄養とする。卵が成熟するとメスは地面に降り、産卵管を差し込んで土の中に一つずつ卵を産み付ける。一部の卵はキリギリス同様、二度冬を越して孵化する。
卵は4月頃孵化、2か月ほどの幼虫期間を経て成虫になる。関東では大体、梅雨の半ば頃である。羽化してから性成熟するまで時間を要し、本格的に鳴き出すには10日ほどかかる。成虫寿命は普通2か月ほどだが、まれに11月ぐらいまで生きるものが居て、弱々しく鳴いている。
飼育下では年を越すこともあるほど長命である。キリギリスやヒメギスほど人に対して警戒心が強くなく、人が側にいるにもかかわらず鳴き続けたり、捕らえて手の上に載せたりしても平気でいたりする。

## 亜種
ヤマヤブキリ T. o. yama Furukawa, 1938
本州の日光市・長野県などの中部山地や東北地方に分布する。
イブキヤブキリ T. o. ibuki Furukawa, 1938
伊吹山付近に分布する。
ウスリーヤブキリ T.ussuriana Uvarov
日本では対馬に分布し、国外では韓国や中国北東部、ロシア沿海州などに分布する。

また、ヤブキリの分類は鳴き声や分布でいくつか分けられているものの非常に難しく、確定した分類ができていない。